# 8697 Olofsson
8697 Olofsson este un asteroid din centura principală de asteroizi.

## Descriere
8697 Olofsson este un asteroid din centura principală de asteroizi. A fost descoperit pe 21 martie 1993 la Observatorul La Silla în cadrul programului UESAC. Asteroidul prezintă o orbită caracterizată de o semiaxă mare de 3,10 ua, o excentricitate de 0,17 și o înclinație de 1,0° în raport cu ecliptica.